# P.D.A. (We Just Don't Care)
P.D.A. (We Just Don't Care) è una canzone di John Legend, estratta come terzo singolo dal secondo album del cantante Once Again. Il brano è stato estratto come primo singolo dall'album solo nel Regno Unito.
La sigla P.D.A. è l'abbreviazione di public display of affection ("manifestazione pubblica di affetto").

## Il video
Il video del brano è stato girato a Rio de Janeiro, Brasile, ed è stato distribuito per la prima volta su Yahoo! Music il 29 gennaio 2007.

## Tracce
CD
1. P.D.A. (We Just Don't Care) (album version)
2. Heaven (Johnny Douglas remix)
3. Heaven (remix) (featuring Pusha T)
4. P.D.A. (We Just Don't Care) (video)